# Krasnotorka
Krasnotorka (en ukrainien : Красноторка, en russe : Красноторка, Krasnotorka) est une commune urbaine de l'est de l'Ukraine, dans l'oblast de Donetsk, dépendante du raïon de Kramatorsk. Elle était peuplée de 3001 habitants en 2025.

## Géographie
La commune se situe à cheval sur la rivière Kazenny Torets, un affluent de la rivière Donets, dans le bassin hydrographique du fleuve Don. Elle est localisée dans la périphérie sud de la ville de Kramatorsk, et est limitrophe au sud de la commune urbaine de Malotaranivka. Elle se trouve à 78 km au nord-ouest de la ville de Donetsk.